# Echinodothis tuberiformis
Echinodothis tuberiformis är en svampart som först beskrevs av Berk. & Ravenel, och fick sitt nu gällande namn av George Francis Atkinson 1894. Echinodothis tuberiformis ingår i släktet Echinodothis och familjen Clavicipitaceae.   Inga underarter finns listade i Catalogue of Life.